# Annie Smith
Annie Smith (eigentlich Anna Lois Smith; * 23. April 1939 in Atlanta) ist eine ehemalige US-amerikanische Weitspringerin.
1959 siegte sie bei den Panamerikanischen Spielen in Chicago.
Bei den Olympischen Spielen 1960 in Rom gelang ihr in der Qualifikation kein gültiger Versuch.
Ihre persönliche Bestleistung von 5,83 m stellte sie 1958 auf.